# گورستان کرف کوه
گورستان کرف کوه مربوط به هزاره اول قبل از میلاد است و در شهرستان پل‌دختر، بخش مرکزی، دهستان میان کوه غربی، ۱۱۰۰ متری جنوب روستای سادات سید علی واقع شده و این اثر در تاریخ ۲۲ آبان ۱۳۸۶ با شمارهٔ ثبت ۲۰۱۰۸ به‌عنوان یکی از آثار ملی ایران به ثبت رسیده است.